# هاینریش نوردهوف
هاینریش نوردهوف (انگلیسی: Heinrich Nordhoff؛ ۶ ژانویهٔ ۱۸۹۹ – ۱۲ آوریل ۱۹۶۸) یک کارآفرین اهل آلمان بود.